# モガディシュ 脱出までの14日間
『モガディシュ 脱出までの14日間』（モガディシュ だっしゅつまでの14にちかん、原題：모가디슈）は、2021年制作の韓国のアクション・スリラー映画。
ソマリア内戦に巻き込まれた韓国と北朝鮮の大使館員たちの生死をかけた脱出劇を実話を基に描く。リュ・スンワン監督・脚本。2021年度の韓国No.1大ヒットを記録、第42回青龍映画賞で作品賞、監督賞、助演男優賞など5部門を受賞した。

## あらすじ
1990年、ソマリアの首都モガディシュ。韓国の駐ソマリア大使ハンは国連への加盟を目指す韓国政府の命を受けて、多数の投票権を持つアフリカ諸国へのロビー活動に励んでいた。だが時を同じくして、北朝鮮の駐ソマリア大使リムも国連加盟を目指す政府のためにアフリカ諸国へのロビー活動に奔走しており、両国間の妨害工作や情報操作はエスカレートしていく。
そんなある日、現政権に不満を持つ反乱軍による内戦が勃発。たちまちモガディシュの街は大混乱に陥り、各国の大使館は略奪や焼き討ちにあい、ついにリムは暴徒の襲撃を受けて追い出されてしまう。
その時リムが思いついたのは、韓国大使館に助けを求めるという禁じ手であった。

## キャスト
※括弧内は日本語吹替
- ハン・シンソン大使（韓国）：キム・ユンソク（遠藤純一）
- カン・デジン参事官（韓国）：チョ・インソン（小林親弘）
- リム・ヨンス大使（北朝鮮）：ホ・ジュノ（橋本信明）
- テ・ジュンギ参事官（北朝鮮）：ク・ギョファン（白石兼斗）
- コン・スチョル書記官（韓国）：チョン・マンシク（朝鮮語版）（堀総士郎）
- キム・ミョンヒ（ハンの妻）：キム・ソジン（朝鮮語版）（長谷川暖）
- チョ・スジン（コンの妻）：キム・ジェファ（朝鮮語版）（和優希）
- パク・ジウン（韓国大使館の事務員）：パク・ギョンヘ（朝鮮語版）（川上ひろみ）
- ペ・ヨンスク（リムの妻）：パク・ミョンシン（田中奏多）
- チェ・ガンシク書記官（北朝鮮）：ハン・チョル（朝鮮語版）
- ペク・ファシ（チェの妻）：チュ・ボビ（朝鮮語版）（川上ひろみ）
- チャン・リチョル書記官（北朝鮮）：アン・セホ（朝鮮語版）（多田啓太）